# Falciot arbori bigotut
El falciot arbori bigotut (Hemiprocne mystacea) és una espècie d'ocell de la família dels hemipròcnids (Hemiprocnidae) que habita clars dels boscos a les illes Moluques, Aru, Raja Ampat, Nova Guinea, Arxipèlag Bismarck i Illes Salomó.